# Jan Ullrich
Jan Ullrich (Rostock, 2 december 1973) is een voormalig Duits profwielrenner. Hij won in 1997 de Ronde van Frankrijk - en werd vijf maal tweede -, won de Ronde van Spanje (1999), de Olympische wegwedstrijd (2000) en wist in elke grote ronde ten minste één etappe te winnen.

## Carrière

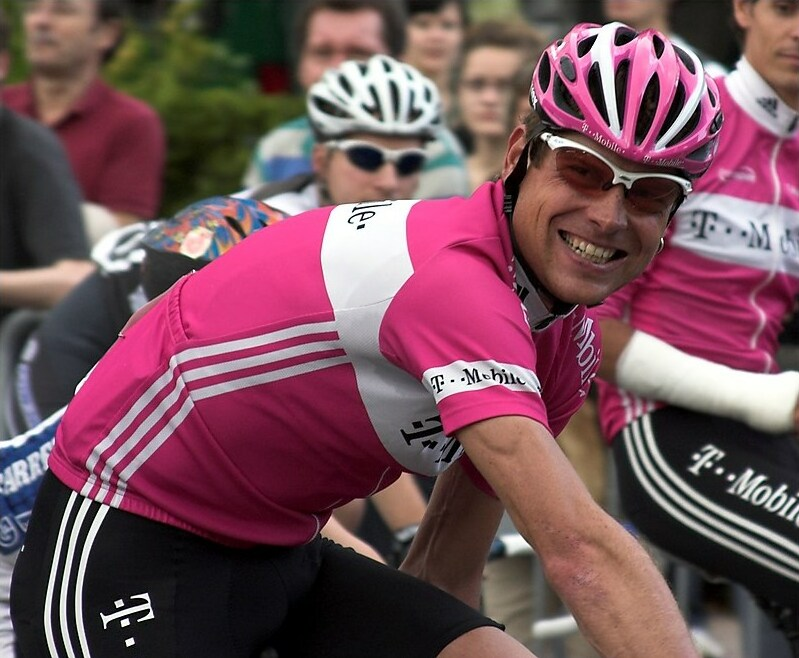

### Begin
Ullrich deed voor het eerst aan een wielerwedstrijd mee toen hij 7 jaar oud was en won meteen. Op zijn dertiende ging hij naar een speciale sportschool, waar Oost-Duitse talenten werden opgeleid. Ullrich werd in 1993 wereldkampioen op de weg bij de amateurs, het volgende jaar bereikte hij een derde plaats op de tijdrit. In 1995 werd hij prof, bij het team Deutsche Telekom, waar hij tot 2002 bleef.
In 1996 reed Ullrich voor het eerst mee in de Ronde van Frankrijk en werd verrassend meteen tweede, daarmee samen met winnaar Bjarne Riis een dubbelslag voor Telekom bereikend. Het volgende jaar was Riis opnieuw kopman, maar de sterke Ullrich nam tijdens de belangrijkste bergetappe de leidersrol over en slaagde er inderdaad ook in de Tour te winnen.

### Problemen
In de volgende winter werd Ullrich echter te zwaar en was niet op het niveau van de voorgaande jaren in de Tour. In de etappe naar Les Deux Alpes kreeg hij in slecht weer een hongerklop, verloor 8 minuten op Marco Pantani en daarmee de Tour van 1998. De volgende jaren was steeds een herhaling van het toursucces zijn doel, maar een knieblessure (in 1999) en de simpelweg sterkere Lance Armstrong maakten dat onmogelijk. Wel won hij in 1999 de Ronde van Spanje en de tijdrit bij het wereldkampioenschap, wat hem in 2000 korte tijd de nummer één-positie op de wereldranglijst bezorgde.
In 2002 kreeg Ullrich opnieuw last van zijn knie en werd hij tijdens zijn revalidatie ook betrapt op doping. Ullrich verklaarde, dat het ging om twee pilletjes die hij van een vriend bij een feestje had gekregen, het bleek om ecstasy te gaan. Desondanks kreeg hij wel een half jaar schorsing en werd op non-actief gezet door zijn team Deutsche Telekom. In 2003 vertrok hij naar een ander team, Team Coast, dat echter in financiële problemen kwam en de rennerssalarissen niet kon betalen. Samen met de ploegleider en raadgevers werd een plan opgemaakt waar Bianchi, die de fietsen al leverde, hoofdsponsor werd. De directie van de Ronde van Frankrijk toonde zich bereid om een plaats in de wedstrijd open te houden voor dit kersverse team.
Gedurende deze Tour kwam Ullrich dichter bij Armstrong dan in zijn voorgaande pogingen. Nadat hij de eerste tijdrit gewonnen had, met een minuut voorsprong op Armstrong, werd de strijd zeer spannend. In de slottijdrit (afgewerkt onder barre omstandigheden) viel Ullrich evenwel door een oliespoor, waardoor zijn laatste hoop op een tweede eindzege verdween. Na afloop van de Tour werd bekend dat Ullrich de eerste week zeer ziek was, Ullrich verklaarde later dat hij niet wou dat zijn concurrenten wisten dat hij ziek was. Later bleek dat de ploegarts tijdens een infuus de naald niet goed gereinigd had. Ullrich beweerde na afloop ook dat hij zonder zijn dipje Armstrong op 2 minuten gereden had in het klassement.

### Doping
Aan de vooravond van de Ronde van Frankrijk 2006 werd Ullrich, net als ploeggenoot Óscar Sevilla en begeleider Rudy Pevenage door de ploegleiding van Team Mobile geschorst, vanwege vermeende betrokkenheid bij het Spaanse dopingschandaal rondom de sportarts Eufemiano Fuentes en Manolo Saiz. In dezelfde zaak werden ook andere kandidaat-winnaars, zoals Ivan Basso en Francisco Mancebo door de Tourdirectie geweerd. Nog tijdens de Tour werd Ullrich door zijn ploeg ontslagen.
Op 26 februari 2007 kondigde hij op een persconferentie het einde van zijn carrière aan. Hij ontkende nogmaals alle beschuldigingen tegen hem.
Op 9 februari 2012 is Jan Ullrich door het TAS schuldig bevonden aan bloeddoping en kreeg hij een tweejarige schorsing opgelegd, die inging per 22 augustus 2011. De inmiddels gestopte Duitser verloor ook al zijn resultaten die hij behaalde na 1 mei 2005. TAS verklaarde  dat Jan Ullrich volledig op de hoogte was en heeft samengewerkt met het dopingprogramma van dokter Eufemiano Fuentes. Hij heeft € 80.000,- uitgegeven aan 'services' bij dokter Fuentes. Op 22 juni 2013 gaf Ullrich in het Duitse tijdschrift Focus toe dat hij doping heeft gebruikt.

## Palmares
1993
- Wereldkampioenschap (wegwedstrijd) bij de amateurs
- 3e etappe Ronde van België Amateurs
- Eindklassement Ytong Bohemia Tour Aamateurs

1994
- 4e etappe Commonwealth Bank Classic
- 2e etappe Ronde van Hawaï
- 4e etappe Rapport Toer
- 5e etappe Rapport Toer
- 6e etappe Rapport Toer

1995
- Criterium Freiburg
- Duits kampioenschap tijdrijden

1996
- Criterium Böblingen
- Coca-Cola Trophy
- 20e etappe Ronde van Frankrijk
- Jongerenklassement Ronde van Frankrijk
- 3e etappe Regio Tour International
- Eindklassement Regio Tour International

1997
- Duits kampioen op de weg, Elite
- 4e etappe Ronde van Zwitserland
- 10e etappe Ronde van Frankrijk
- 12e etappe Ronde van Frankrijk
- Jongerenklassement Ronde van Frankrijk
- Eindklassement Ronde van Frankrijk
- Criterium Boxmeer
- Criterium Mulhouse
- Luk-Cup
- HEW Cyclassics
- Gouden Pijl
- Rund um den Pfaffenteich

1998
- Nacht von Hannover
- 7e etappe Ronde van Frankrijk
- 16e etappe Ronde van Frankrijk
- 20e etappe Ronde van Frankrijk
- Jongerenklassement Ronde van Frankrijk
- Ronde van Bochum
- Rund um Berlin
- Ronde van Neurenberg

1999
- 5e etappe Ronde van Spanje
- 20e etappe Ronde van Spanje
- Eindklassement Ronde van Spanje
- Wereldkampioenschap tijdrijden

2000
- Nacht von Hannover
- Criterium Freiburg
- 4e etappe Ronde van Zwitserland
- Coppa Agostoni
- Olympische Spelen

2001
- Continentale Classic
- Bad Saulgau
- Duits kampioen op de weg, Elite
- Profronde van Stiphout
- Versatel Classic
- Nacht von Hannover
- 1e etappe Hessen-Rundfahrt
- Ronde van Emilia
- 3e etappe Ronde van Lucca
- Wereldkampioenschap tijdrijden

2003
- Rund um Köln
- 12e etappe Ronde van Frankrijk
- Profronde van Stiphout
- Nacht von Hannover
- Criterium Essen

2004
- 1e etappe Ronde van Zwitserland
- 9e etappe Ronde van Zwitserland
- Eindklassement Ronde van Zwitserland
- Grazer Altstadt Kriterium
- Criterium Eppenheim
- Criterium Heppenheim
- Criterium Essen
- Coppa Sabatini

2005
- 2e etappe Ronde van Zwitserland
- Mayrhofen
- Nacht von Hannover
- Criterium Einhausen
- 8e etappe Ronde van Duitsland
- Eurobike Altstadtkriterium Ravensburg

2006
- 11e etappe Ronde van Italië
- 9e etappe Ronde van Zwitserland

### Belangrijke overwinningen

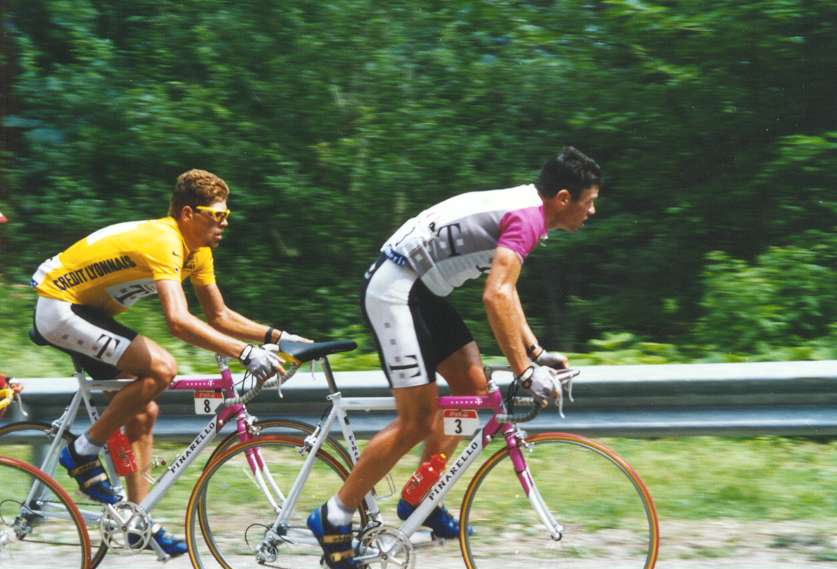
Jan Ullrich in het geel, rijdend achter teamgenoot Udo Bölts, tijdens de Ronde van Frankrijk 1997 die hij won.

- Wereldkampioenschap (wegwedstrijd) bij de amateurs 1993
- Olympische Spelen (wegwedstrijd) 2000
- Duits kampioenschap (tijdrit) 1995
- Zeven etappes in de Ronde van Frankrijk 1996, 1997 (2x), 1998 (3x), 2003
- Ronde van Frankrijk 1997
- Duits kampioenschap (wegwedstrijd) 1997, 2001
- HEW Cyclassics 1997
- Ronde van Spanje 1999
- Twee etappes in de Ronde van Spanje 1999
- Wereldkampioenschap tijdrijden 1999, 2001
- Ronde van Zwitserland 2004
- 11e etappe (tijdrit) in de Ronde van Italië 2006
- 9e etappe en eindklassement Ronde van Zwitserland 2006

### Belangrijkste ereplaatsen
- Ronde van Frankrijk: 2e (1996, 1998, 2000, 2001, 2003)
- Ronde van Frankrijk: 3e (2005)
- Ronde van Frankrijk: 4e (2004)
- Duits kampioenschap: 2e (1996, 1998)
- Ronde van Zwitserland: 3e (1997, 2005), 5e (2000), 7e (2003)
- Ronde van Nederland: 3e (1997)
- Olympische Spelen (tijdrit): 2e (2000)
- Kampioenschap van Zürich: 2e (1997, 2000, 2001, 2003)

## Resultaten in voornaamste wedstrijden
| Jaar | Ronde van Italië | Ronde van Frankrijk | Ronde van Spanje |
| ---- | ---------------- | ------------------- | ---------------- |
| 1995 |                  |                     | opgave           |
| 1996 |                  | ↑ (1)               |                  |
| 1997 |                  | ↑ (2)               |                  |
| 1998 |                  | ↑ (3)               |                  |
| 1999 |                  |                     | ↑ (2)            |
| 2000 |                  | ↑                   | opgave           |
| 2001 | 52e              | ↑                   |                  |
| 2003 |                  | ↑ (1)               |                  |
| 2004 |                  | 4e                  |                  |
| 2005 |                  | ↑                   |                  |
| 2006 | opgave (1)       |                     |                  |

| Jaar | Milaan-San Remo | Amstel Gold Race | Luik-Bast.‑Luik | Ronde van Lombardije | Kampioenschap van Zürich | Waalse Pijl | Cyclassics Hamburg |  | WK op de weg |  | Wereldranglijsten |
| ---- | --------------- | ---------------- | --------------- | -------------------- | ------------------------ | ----------- | ------------------ |  | ------------ |  | ----------------- |
| 1995 |                 |                  |                 |                      | 38e                      | 44e         |                    |  |              |  |                   |
| 1996 | 48e             |                  |                 |                      | 11e                      |             |                    |  |              |  |                   |
| 1997 | 36e             |                  |                 |                      | ↑                        |             | Goud               |  |              |  |                   |
| 1998 |                 |                  |                 |                      | 43e                      |             | 9e                 |  |              |  |                   |
| 1999 |                 | 55e              |                 | 27e                  |                          |             | 99e                |  | 8e           |  |                   |
| 2000 |                 |                  |                 |                      | ↑                        |             | 43e                |  |              |  |                   |
| 2001 |                 |                  |                 |                      | ↑                        |             | 38e                |  | 13e          |  |                   |
| 2003 |                 |                  | 29e             |                      | ↑                        | 31e         | ↑                  |  |              |  |                   |
| 2004 |                 |                  |                 |                      |                          |             | 30e                |  |              |  |                   |
| 2005 |                 |                  |                 |                      |                          |             |                    |  |              |  | 4e (UPT)          |
| 2006 |                 |                  |                 |                      |                          |             |                    |  |              |  |                   |

## Onderscheidingen
In 1997 werd Ullrich uitgeroepen tot Duits sportman van het jaar en kreeg hij de Velo d'Or en de Coppi-trofee als beste wielrenner van de wereld.
In 2003 werd Ullrich bekroond met de prijs van de fair play, omdat hij Lance Armstrong tijdens de Ronde van Frankrijk van dat jaar opwachtte na een val tijdens de beklimming van Luz Ardiden.

## Persoonlijke gegevens
Ullrich was van 1994 tot 2002 woonachtig in Merdingen, waar hij samenwoonde met zijn toenmalige partner Gaby Weiss. Na een verhuizing naar de Zwitserse plaats Scherzingen kregen zij in juli 2003 een dochter. De relatie met Weiss werd beëindigd in 2005, waarna Ullrich een jaar later trouwde met Sara Steinhauser, de zus van zijn voormalige ploeggenoot Tobias Steinhauser. Uit dit huwelijk kwamen drie zonen voort, geboren in respectievelijk 2007, 2011 en 2012. In 2016 verhuisde het gezin naar het Spaanse eiland Mallorca, waar Ullrich een Cubaanse vrouw leerde kennen. Zijn huwelijk met Steinhauser werd in 2018 ontbonden.